# Coelioxys conspersa
Coelioxys conspersa is een vliesvleugelig insect uit de familie Megachilidae. De wetenschappelijke naam van de soort is voor het eerst geldig gepubliceerd in 1874 door Morawitz.